# Suraphol Sombatcharoen

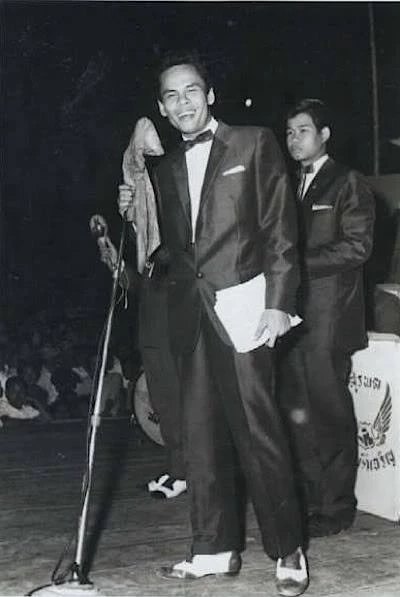

Suraphol Sombatcharoen (în thailandeză สุรพล สมบัติเจริญ, n. 25 septembrie 1930, Suphan Buri⁠(d), Provincia Suphanburi, Thailanda – d. 16 august 1968, Provincia Nakhon Pathom, Thailanda) a fost un actor și cântăreț thailandez.

## Tinerețe
Sombatcharoen s-a născut în anul 1930 într-o familie săracă din provincia Suphan Buri și și-a început cariera muzicală în 1948, ca membru al unei trupe. A fost împușcat mortal în 1968 în timp ce se afla în mașina sa.

## Discografie

### Albume
- เสียวใส้ (Siew Sai)
- ของปลอม (Khong Plom)
- คนหัวล้าน (Khon Hua Lan)
- แซซี้อ้ายลือเจ็กนัง (Sae See Ai Lue Jek Nung)
- ยิกเท้าโหลซัวะ (Yik Tao Low Suea)
- ลืมไม่ลง (Luem Mai Long)
- แก้วลืมดง (Kaew Luem Dong)
- สิบหกปีแห่งความหลัง (Sip Hok Pee Haeng Kwam Lang)